# Руднєв Леонід Леонідович
Леонід Леонідович Руднєв (Рудись) (1877 — † після 1931) — український військовий діяч. Командир бригади Дієвої армії УНР.

## Біографія
Народився м. Фрідріхсбад (Фінляндія), походив з родини міщан, батько працював перекладачем фінської мови. 
Закінчив 1-ше військове Павлівське училище (1899), вийшов підпоручиком до київської фортечної артилерії. У 1904–1905 рр. брав участь у Російсько-японській війні. Під час війни одружився з простою дівчиною з родини політичного засланця, тому після повернення з Російсько-японської війни до Києва його не прийняло офіцерське товариство. Перевівся до усть-двинської фортечної артилерії. 
Після початку Першої світової війни перейшов до 1-го важкого артилерійського дивізіону, у складі якого брав участь у бойових діях. Командував батареєю. З 12 червня 1916 р. — командир парку 20-го окремого польового важкого артилерійського дивізіону. Останнє звання у російській армії — полковник.
Навесні—влітку 1918 р. за запрошенням румунського уряду служив у румунській королівській артилерії. Згодом демобілізувався і приїхав до Києва.
У січні 1919 р. був мобілізований до Дієвої армії УНР, направлений у розпорядження штабу Південно-Західного фронту Дієвої армії УНР. Сформував та очолив чотири запасні батареї в районі р. Збруч. На початку червня 1919 р. переформував ці батареї у 2-гу гарматну бригаду Дієвої армії УНР, яка у складі 2-ї дивізії «Запорізька Січ» брала участь у боях з червоними та денікінцями. Учасник Першого Зимового походу. У лютому 1920 р. залишився хворим на тиф в Умані.
Після зайняття міста червоними був мобілізований до РСЧА. Працював викладачем Всеобучу в Умані. З грудня 1920 р. — викладач Всеобучу у Києві. 25 серпня 1921 р. був демобілізований як колишній петлюрівець. 
З 2 листопада 1922 р. працював вантажником на київському пасажирському вокзалі. 19  листопада 1930 р. був заарештований у справі «Весна» (т. зв. контрреволюційна змова колишніх офіцерів). 7 липня 1931 р. був звільнений з-під арешту з забороною проживання в Європейській частині СРСР та прикордонних районах. 
Виїхав на поселення до Кустанаю. Подальша доля невідома.